# Ketzür
Ketzür ist ein Ortsteil der 2002 mit den Dörfern Butzow und Gortz gegründeten Gemeinde Beetzseeheide im Norden des Landkreises Potsdam-Mittelmark in Brandenburg.

## Geografie
Ketzür liegt am Nordufer des mittleren Seenbeckens des Beetzsees, etwa sieben bis zehn Kilometer nordöstlich von Brandenburg an der Havel. Der Ortsteil ist 10,19 Quadratkilometer groß und hat etwa 260 Einwohner. Nördlich des Dorfes liegt eine eiszeitliche Hügelkette mit den Erhebungen Mosesberg und Mühlberg. Ihr schließt sich südöstlich ein mooriges Feuchtgebiet, die Todtlaake, an, das sich in einer eiszeitlichen Schmelzwasserrinne bildete. In ihr gibt es mehrere sogenannte Binnensalzstellen, sodass sie von typischen Salzwiesen geprägt ist. Ketzür lag an der Bahnstrecke Roskow–Brandenburg-Altstadt.

## Geschichte
Ketzür verfügt über eine alte Ortsgeschichte und wurde jahrhundertelang als Gutsdorf geprägt. Auf der Gemarkung waren zwei Rittergüter mit unterschiedlichen Zubehör und Bauernhöfe ansässig. Der kleine Teil, Ketzür I genannt, gehörte der Familie von der Hagen. Hier sind Joachim von der Hagen (1646–1717), verheiratet mit Judith von Brösigke-Ketzür, und der Enkel Leoold von der Hagen nachweisbar. Der größere Gutsbereich, Ketzür II betitelt, lag in den Gesamthänden derer von Brösigke. Im 18. Jahrhundert war zunächst Christoph Dietrich von Brösigke, verheiratet mit Maria von Quast, dann deren Sohn der Leutnant Hans George von Brösigke Gutsherr. Dieser begann seine Karriere auf der Ritterakademie zu Brandenburg. Letzter Vertreter seines Adelsgeschlechts war Wilhelm von Broesigke-Ketzür (1767–1824) als Lehnsträger auf Ketzür. Er besaß außerdem Güter zu Görtz, Riewend, Linde und Broesigkenlake im ehemaligen Landkreis Westhavelland. Wilhelm war königlich preußischer Leutnant, er stand zuletzt im Infanterie-Regiment von Bornstedt und wurde Ritter des Johanniterordens. Aus seiner 1793 geschlossenen Ehe mit Friederike Louise Henriette, geborene von Krosigk (1772–1825) gingen vier Kinder, zwei Söhne und zwei Töchter, hervor. Die älteste Tochter Wilhelmine Charlotte (1803–1835) heiratete 1820 den späteren preußischen Oberst und Hofmarschall Adolf von Rochow (1788–1869). Nach Unterlagen vom Domarchiv Brandenburg veräußerten 1883 dann die v. Rochow’schen Erben jene 672 ha für Ketzür und die 136 zu Gortz II. Einer dieser Erben war der Offizier Wichard von Rochow-Stülpe. Nahtlos ging das Gut Ketzür II in bürgerliche Hände, die der Familie des Ferdinand Kersten und seinen Nachfahren. Nach den Angaben des Deutschen Geschlechterbuchs erwarb Gottfried Kersten (1818–1901) offiziell 1884 Ketzür II, verehelicht mit Dorothea Schröder. Die Gutserben waren dann Ferdinand Kersten (1850–1926) und dann deren Sohn Erich Kersten, der 1892 schon in Ketzür geboren wurde, seine Schulzeit auf der altehrwürdigen Brandenburger Ritterakademie verbrachte, Landwirtschaft studierte, Heirat der Elisabeth Rüdiger, 1940 Oberleutnant der Reserve, also fast eine klassische Vita eines märkischen Gutsbesitzers darstellte. Die Familie Kersten blieb bis zur Bodenreform und hatte noch 1939 ein Darlehen für den Bau von zwei Werkwohnungen erhalten.
Auch Gut Ketzür I gehörte der bürgerlichen Familie Herms. Es wurde aber am 3. Januar 1854 wegen Zerstückelung der Fläche aus den Rittergutsmatrikeln gelöscht. In Statistiken wurden aber 1861 noch beide Güter in Ketzür als Stellvertreter der Polizeiverwaltung dargestellt.
In der Neuordnung der Kommunalverfassung 1928 wurde das bis dorthin juristisch eigenständige Gut Ketzür II mit dem eigentlichen Ort vereinigt. An den Eigentumsverhältnissen änderte dies nichts. Bis zum 31. Januar 2002 war Ketzür ein selbständiges Straßendorf, in der Gemeindegebietsreform wurde es mit zwei Nachbargemeinden zur neuen Gemeinde Beetzseeheide zusammengelegt.

## Name
Der Name ist slawischen Ursprungs und bezeichnet etwa einen „Ort, wo es Kater gibt“. Reinhard E. Fischer führt allerdings an, dass die Namensgebung eher nach einer Pflanze erfolgte, die metaphorisch nach dem Tier benannt wurde.

## Sehenswürdigkeiten
Auf dem Mühlfeld oberhalb des Orts steht die weithin sichtbare, unter Denkmalschutz stehende Bockwindmühle Ketzür. Die Mühle wurde 2005 und 2006 komplett restauriert.

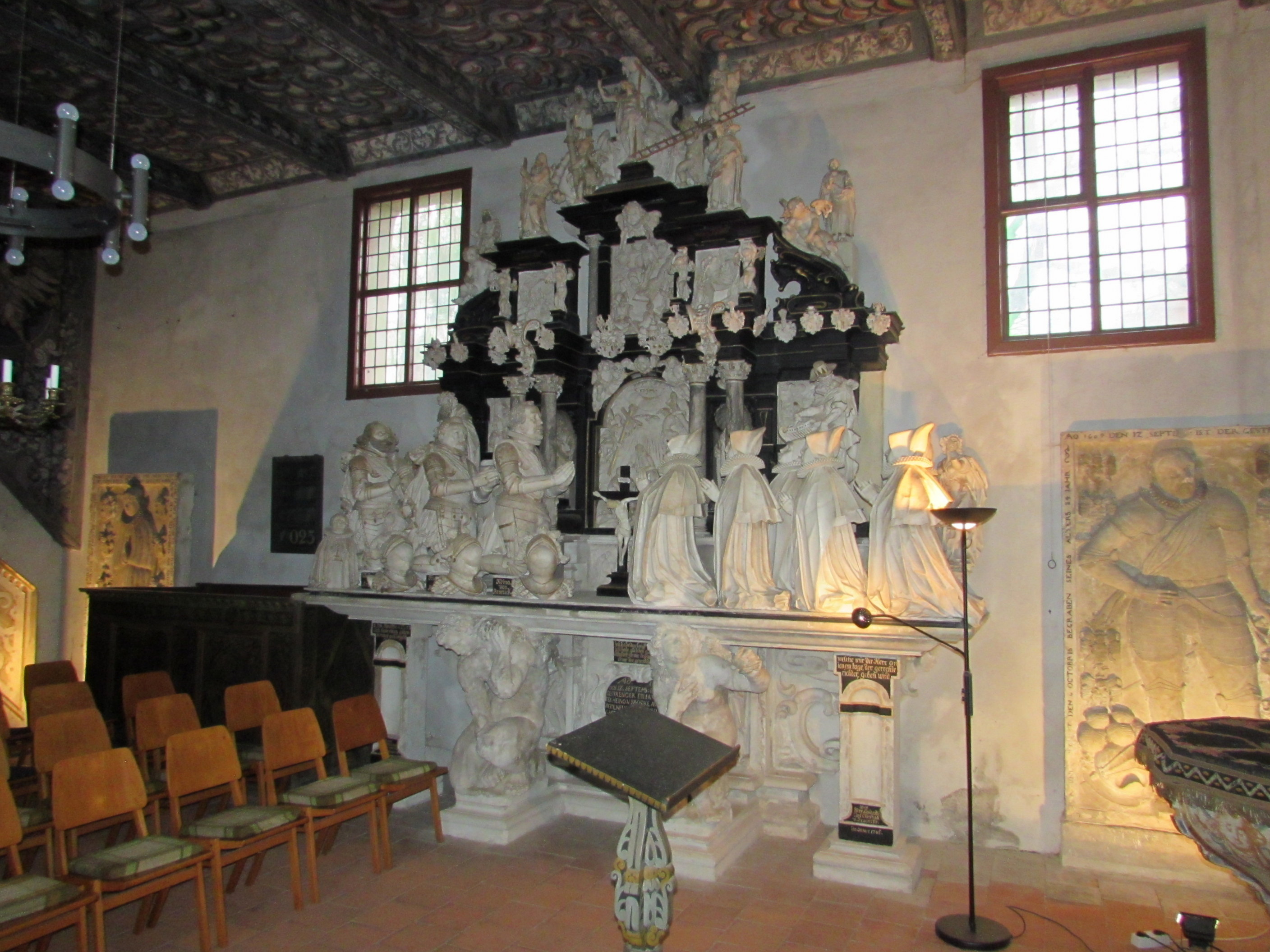
Epitaph im Chorraum der Dorfkirche

Die Dorfkirche Ketzür ist ein altes Gotteshaus mit Elementen verschiedener Bauepochen. Einem Turm (Putzbau) schließt sich ein siebeneckiger Zentralbau aus der zweiten Hälfte des 13. Jahrhunderts mit kunstvoll bemalter Balkendecke an. Der rechteckige Chor besitzt einen Renaissancegiebel. Die Nordwand des Kircheninneren nimmt seit Anfang des 17. Jahrhunderts ein vom Bildhauer Christoph Dehne aus Magdeburg (1580–1640) gestalteter monumentaler, von Adam und Eva getragener Alabaster-Epitaph mit der neunköpfigen Familie Heino von Broesigke ein. Da unter anderem eindringendes Regenwasser die Kirche zu zerstören droht, fördert die Deutsche Stiftung Denkmalschutz die Arbeiten zu ihrer Erhaltung.
Der Kirche gegenüber befindet sich das in seiner Grundsubstanz im 16. Jahrhundert entstandene Gutshaus Ketzür der Familie von Broesigke (Broesigke/Brösigke). Neben Kirche und Gutshaus stehen vier bauhistorisch wertvolle Wohngebäude und Gehöfte (Dorfstraße 29, Dorfstraße 30, Dorfstraße 31 und Unter den Linden 11) sowie eine Straße mit Ziegelsteinpflasterung nördlich der Ortslage in der Denkmalliste des Landes.

## Trivia
- Der Fundstoff. Ein Schwert von Ketzür. In: Harry Wüstemann. Mit einem Anhang von Josef Riederer: Die Schwerter in Ostdeutschland. Prähistorische Bronzefunde. Abteilung 4. Schwerter. Band 15. Franz Steiner, Stuttgart, 2004, ISBN 978-3-515-08441-3. (Digitalisat).